# Anthony Cañari
Anthony Aldair Cañari Oré (Lima, 3 de mayo de 1998) es un futbolista peruano. Juega de defensa y su equipo actual es el Unión Deportivo Parachique que participa en la Copa Perú. Tiene 30 años.

## Trayectoria
A mediados del 2014 entreno en el FC Twente de Holanda.
Jugó el Campeonato Descentralizado 2016 con el Alianza Lima clasificando así a la Copa Sudamericana 2017, y un año después, ganaría el Campeonato Descentralizado 2017.
En 2018 fichó por el Club José Gálvez.
En la Liga 2 2019 (Perú) jugó con el Club Sport Loreto.
En el 2021 llegaría como refuerzo al Club Colegio Comercio para jugar la Copa Perú 2021.

## Clubes
| Club             | País | Año         |
| ---------------- | ---- | ----------- |
| Alianza Lima     | Perú | 2016 - 2017 |
| José Gálvez      | Perú | 2018        |
| Sport Loreto     | Perú | 2019 - 2020 |
| Colegio Comercio | Perú | 2021 -      |

## Palmarés

### Campeonatos nacionales
| Título                    | Club         | País | Año  |
| ------------------------- | ------------ | ---- | ---- |
| Primera División del Perú | Alianza Lima | Perú | 2017 |